# Drowning in the Sea of Love
Drowing in the Sea of Love è un brano composto da Kenny Gamble e Leon Huff. La versione originale è stata interpretata da Joe Simon, ed è stata pubblicata come singolo nel 1971, arrivando all'undicesimo posto della classifica di Billboard. L'anno successivo Simon pubblicò un album omonimo. Sono state numerose le covers del brano: esistono versioni di Ronnie Foster, dei Section, delle Shirelles e di Boots Randolph del 1972, una di Ringo Starr del 1977, una di B.B. King del 1988, una di Boz Scaggs del 1991, una di Paul Young e Liane Foly del 1996, una di B.J. Emery del 1988 ed una di Eva Cassidy del 2003.

## La cover di Ringo Starr
Un singolo, contenente al lato A Drowing in the Sea of Love, è stato pubblicato in numerosi stati. Negli USA il singolo è stato pubblicato inizialmente con il brano anche sul lato B. Negli altri stati in cui è stato pubblicato aveva al lato B Just a Dream, chiamato in Francia All Just a Dream, composto da Ringo Starr e Vini Poncia. Il lato B non è stato incluso nell'album Ringo the 4th, a differenza di Drowing in the Sea of Love, che uscì nel Regno Unito due settimane prima del long playing. In Germania il brano è stato anche incluso nella raccolta A Collection of Hits 1970-1978.

### Pubblicazione
- Nei Paesi Bassi il singolo è stato pubblicato dalla Polydor Records con il numero di serie Polydor 2001 734
- Nel Regno Unito è stato pubblicato dalla Polydor con il numero di serie Polydor 2001 734[4] il 16 settembre 1977; venne pubblicato senza copertina[2]
- Negli Stati Uniti, il singolo contenente il brano in ambedue le facciate aveva il numero di serie Atlantic 3412, mentre l'edizione con Just a Dream con il numero di serie 3412
- In Francia è stato pubblicato dalla Polydor Records con il numero di serie Polydor 2001 734
- In Spagna è stato pubblicato dalla Polydor con il numero di serie Polydor 20 01 734
- In Germania è stato pubblicato dalla Polydor con il numero di serie Polydor 2001734[4] nel 1976[7][8]
- In Belgio è stato pubblicato dalla Polydor con il numero di serie Polydor 2001 734[4] nell'ottobre 1977[5]
- In Italia, un disco promozionale è stato pubblicato con il numero di serie Polydor AS 500 427, mentre il singolo è stato pubblicato con il numero di serie Polydor 2001 734
- In Portogallo è stato pubblicato con il numero di serie 2001734[4]

Il brano non entrò né nella classifica inglese, né nella classifica di Billboard, a differenza dell'originale di Simon.

### Formazione
- Ringo Starr: voce, batteria
- Steve Spinozza: chitarra solista
- Tony Levin: basso elettrico
- Don Grolnick: tastiere
- Steve Gadd: batteria[9]

## La cover di Eva Cassidy
La cover di Eva Cassidy è stata pubblicata per la prima volta sull'album American Tune del 2003, con una durata di 4:19; l'anno successivo è stata pubblicata anche sull'album Wounderful World, con una durata di 4:18.